# Heinz Ebke
Heinz Ebke (* 1922; † unbekannt) war ein deutscher Fußballspieler.

## Werdegang
Der Torwart Heinz Ebke spielte für Arminia Bielefeld, mit denen er 1949 Westfalenmeister wurde und in die seinerzeit erstklassige Oberliga West aufstieg. Nach nur einem Jahr stieg die Arminia in die II. Division West ab, aus der die Bielefelder wiederum im Jahre 1954 absteigen mussten. Heinz Ebke absolvierte 27 Oberligaspiele und 87 Spiele in der II. Division West.